# Oesterdam
L’Oesterdam è una diga di sbarramento situata nel bacino del Delta del Reno, della Mosa e della Schelda nei Paesi Bassi. È stata costruita tra la penisola di Tholen e Zuid-Beveland. La diga, con i suoi 10,5 chilometri di lunghezza è la più lunga realizzata nell'ambito dei lavori del Piano Delta. Costituisce il limite occidentale del Canale Schelda-Reno separandolo dalla Schelda orientale. Corre parallela alla Markiezaatskade che delimita, invece, la parte orientale del canale.
La costruzione dell'Oesterdam ebbe inizio nel 1979 con la creazione di un'isola artificiale completata l'anno successivo. La diga di Oesterdam, costruita in più fasi, fu completata nel 1986. L'inaugurazione ufficiale avvenne nel 1989, quando la strada sulla diga fu terminata.
La chiusa di Bergsediep fu costruita a ridosso delle rovine dell'antica città di Reimerswaal.